# Blokosso

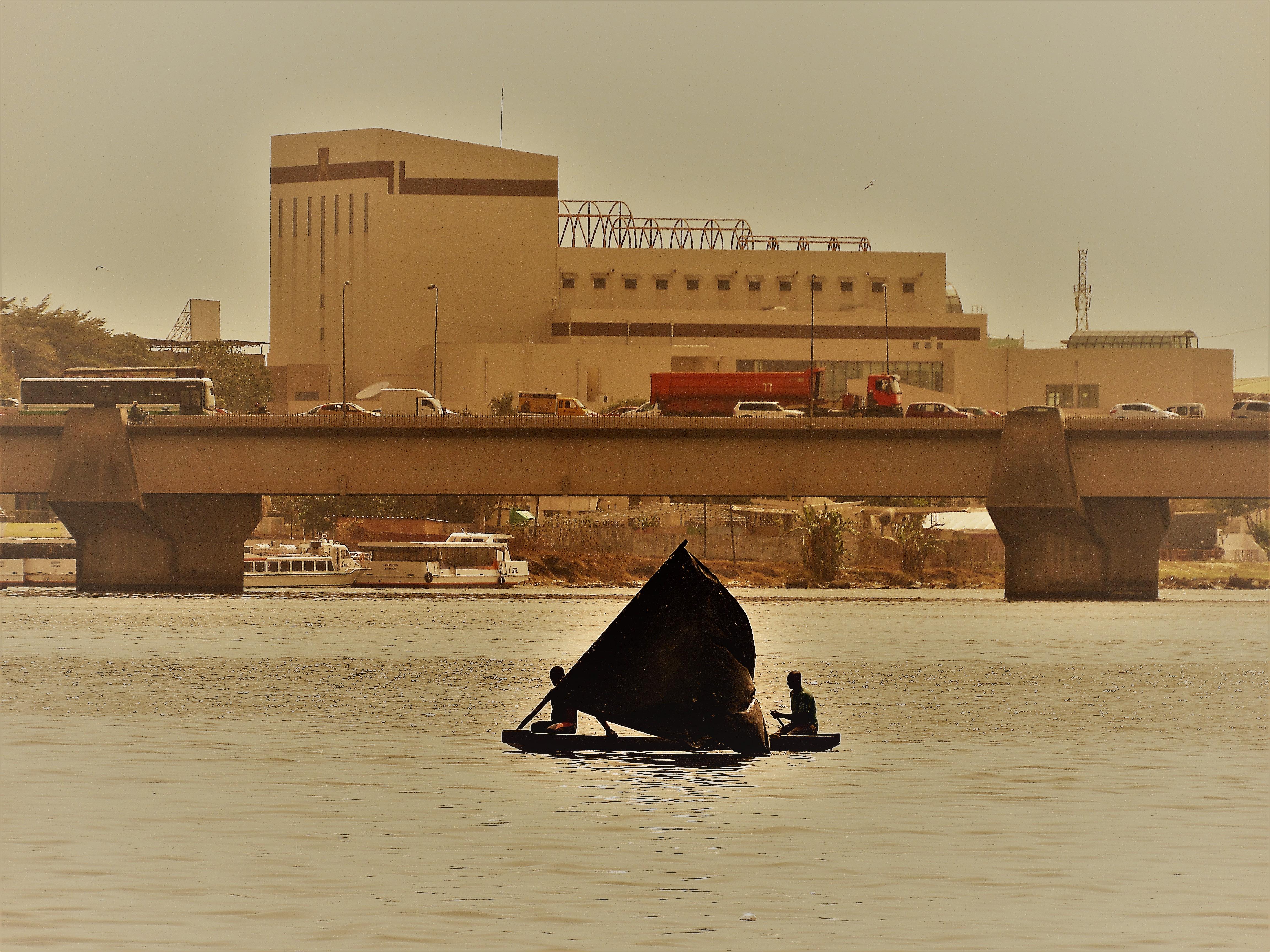
Pirogue à voile sur la lagune à Blokosso.

Blokosso (qui est parfois orthographié Blockauss) est un village situé dans la commune de Cocody, à Abidjan, plus grande ville de la Côte d'Ivoire, et est située au bord de la lagune Ébrié. Elle est essentiellement peuplée de l'ethnie Ébrié, soit 6 000 habitants ici.
Le quartier Blockauss ou Blokosso doit son nom au fort français, qu'on nommait blockhaus, à l'ombre duquel se trouvait une maison de commerce fortifiée (factorie) appartenant à la maison Régis. Celle-ci commerçait directement avec les Tchaman (ancien nom des Ebrié) de l'huile de palme et l'or.
Ce village est structuré autour d'une rue principale, parallèle à la lagune.